# Antonio Romero Ortiz

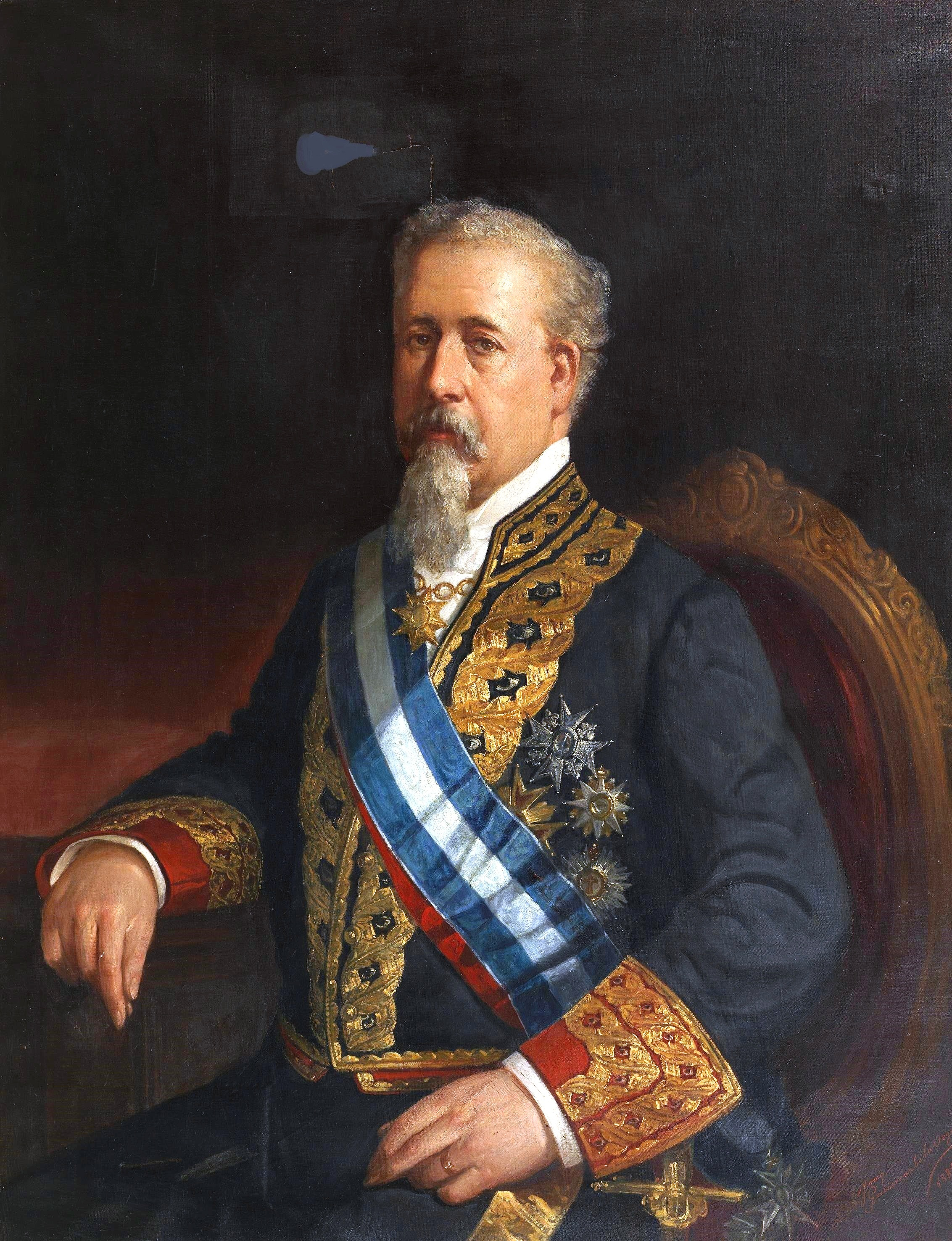
Antonio Romero Ortiz.

Antonio Romero Ortiz, född den 25 mars 1822 i Santiago de Compostela, död den 18 januari 1884 i Madrid, var en spansk författare och politiker. 
Romero Ortiz beklädde flera gånger ministerposter och många höga administrativa ämbeten och gjorde sig ett namn även som litteraturhistoriker genom La literatura portuguesa en el siglo XIX och Estudio literario (1870).